# Марквард Вилхелм фон Шьонборн
Марквард Вилхелм фон Шьонборн (на немски: Marquard Wilhelm Graf von Schönborn; * 6 декември 1683, Майнц; † 6 март 1770, Айхщет) от благородническата фамилия на графовете фон Шьонборн, е духовник, домпропст на Айхщет и Бамберг. Той е имперски фрайхер и от 1701 г. имперски граф.

## Живот
Той е най-малкият син на граф Мелхиор Фридрих фон Шьонборн-Буххайм (1644 – 1717), държавен министър на Курфюрство Майнц, и съпругата му фрайин Мария Анна София фон Бойнебург-Ленгсфелд (1652 – 1726), дъщеря на фрайхер Йохан Кристиан фон Бойнебург-Ленгсфелд († 1672) и Анна Кристина Шютц фон Холцхаузен. Брат е на Йохан Филип Франц († 1724), княжески епископ на Вюрцбург (1719 – 1724), Фридрих Карл († 1746), епископ на Бамберг и Вюрцбург, Дамиан Хуго Филип († 1743), княжески епископ на Шпайер (1719 – 1743), от 1721 г. кардинал, княжески епископ на Констанц (1740 – 1743), и Рудолф Франц Ервайн († 1754), дипломат и композитор, и Франц Георг († 1756), архиепископ на Трир (1729 – 1756). Племенник е на Йохан Филип фон Шьонборн († 1673), курфюрст и архиепископ на Майнц, княжески епископ на Вюрцбург, епископ на Вормс, Лотар Франц фон Шьонборн († 1729), княжески епископ на Бамберг (1693 – 1729), курфюрст и архиепископ на Майнц (1695 – 1729), и на Георг Фридрих фон Грайфенклау († 1629), архиепископ на Майнц, епископ на Вормс.
Марквард Вилхелм с по-големия си брат Франц Георг посещава йезуитския колеж в Ашафенбург. На 19 декември 1695 г. става духовник. Заедно с брат си през 1700 г. той е домицелар в манастир Св. Петер в Трир и следващата година домхер.
От 1702 г. той следва, заедно с брат си Франц Георг, в Залцбург, църковно право, философия и теология. След избухването на Испанската наследствена война братята напускат несигурния Залцбург и отиват в Италия. По нареждане на баща им те продължават да следват в Сиена.
През 1704 г. баща им ги изпраща в университета в Лайден, където до 1706 г. следват право. След завършването им братята се разделят. Брат му Франц Георг става през 1729 г. архиепископ на Трир и княжески абат на Прюм, от 1732 г. също княжески епископ на Вормс и княжески абат на Елванген (1732 – 1756), ерцканцлер за Бургундия и посланик при Светия престол.
Граф Марквард Вилхелм става домпропст в Айхщет и Бамберг. Той остава последният жив от братята му. Той умира на 6 март 1770 г. в Айхщет.